# L'isola di Pietro
L'isola di Pietro è una serie televisiva italiana prodotta da RTI e Lux Vide, e ambientata nell'isola di San Pietro, nella provincia del Sud Sardegna.
Trasmessa su Canale 5 in prima serata, la prima stagione della serie è stata trasmessa in prima visione dal 24 settembre al 29 ottobre 2017; la seconda dal 21 ottobre al 25 novembre 2018; infine, la terza da 18 ottobre al 22 novembre 2019.

## Trama

### Prima stagione
A Carloforte, unico comune dell'isola di San Pietro, nella provincia del Sud Sardegna, vive Pietro Sereni, un pediatra che, grazie alla sua grande empatia e capacità di comprensione, è diventato un popolare punto di riferimento di questa comunità piccola e apparentemente tranquilla e dell'ospedale in cui lavora.
Un giorno come tanti, mentre Pietro corre con il suo cane Mirto sulla spiaggia, avviene qualcosa di inaspettato: un'esplosione alla Vecchia Tonnara, dove si sta tenendo una festa organizzata dagli studenti dell'ultimo anno del liceo. Pietro si reca subito nel luogo dell'incidente cercando di soccorrere quanti più ragazzi possibili, mettendo a rischio anche la sua vita. Questo incidente causa la morte di quattro ragazzi del liceo.
Intanto, a Milano, sua figlia Elena, vicecommissario della Polizia di Stato, sta pensando di trasferirsi a Londra con il compagno Giovanni, noto criminologo forense. Il loro proposito sarà improvvisamente annullato da una telefonata che Elena riceve da parte di Ines, preside del liceo e amica di famiglia, che la informa dell'incidente avvenuto a Carloforte. Elena, così, si precipita a Carloforte, facendo così ritorno all'isola che aveva abbandonato quindici anni prima in seguito alla morte della madre.
Accertatasi che il padre sta bene, Elena pensa di lasciare subito l'isola, ma l'incontro con il vicecommissario che seguirà le indagini, Alessandro, nonché il suo primo amore dal quale si è separata quindici anni prima senza alcun apparente motivo, la convince a trattenersi e a partecipare alle indagini sull'incendio.
Alessandro scopre che l'incendio è stato provocato da un atto doloso e sostiene che una ragazza di quindici anni, più di altri studenti, potrebbe essere coinvolta in questo misterioso incidente: si tratta di Caterina, figliastra di Enrico e Grazia, quest'ultima direttrice sanitaria dell'ospedale, cara amica di Pietro e della sua defunta moglie.
I successivi avvenimenti che coinvolgono soprattutto Caterina, come la sua fuga di casa, l'atto di bullismo subito da parte dei suoi compagni alla Tonnara, lo svelamento di una gravidanza inattesa in seguito ad una relazione con un compagno del liceo e così via… alimentano sempre più le indagini sulla tragedia così da riuscire a smascherare i vari segreti che diversi personaggi nascondono da molto tempo.

### Seconda stagione
È passato un anno dalla prima stagione, Alessandro, Elena, Caterina e Pietro ora sono una famiglia, anche se presto questa felicità viene spezzata con l'incidente di Alessandro e Caterina che porta conseguenza di cecità alla ragazza; questo però l'avvicina molto a Diego Marra che si trova al centro della serie insieme all'omicidio di Giulia Canale, presunta amante di Alessandro.

### Terza stagione
Dopo la fine della seconda stagione tutti sono tornati (tranne Alessandro, morto durante una sparatoria due anni prima a Carloforte) e arriva Valerio, il nuovo vicequestore. Elena insieme a Caterina e Giacomo vengono accolti a braccia aperte dal neo poliziotto Diego Marra, fidanzato di Caterina (quest'ultima ha subito un'operazione per poter vedere). A Carloforte intanto si indaga sull'omicidio di una ragazza, Chiara Spanu, che sembra avere un legame segreto con Diego. Si scopre che quest'ultimo è il padre di Anna, la bambina di Chiara. La notizia porta al troncamento della relazione con Caterina, che, dopo aver recuperato la vista si avvicina molto a Leonardo Manca, il nuovo istruttore di surf, con problemi di droga. Diego si avvicina molto alla vera assassina di Chiara, ovvero sua sorella Margherita, che lavora a fianco di Pietro, al punto di costruire una famiglia con Anna. Resta ferito alla scoperta della verità, che lo aiuta però a capire che il suo vero amore è Caterina. Elena frequenta Valerio anche se il loro rapporto viene messo più volte a rischio a causa della malattia di lui.

## Episodi
| Stagione         | Episodi | Prima TV |
| ---------------- | ------- | -------- |
| Prima stagione   | 6       | 2017     |
| Seconda stagione | 6       | 2018     |
| Terza stagione   | 6       | 2019     |

## Personaggi e interpreti
- Pietro Sereni, interpretato da Gianni Morandi.
È un anziano pediatra dell'ospedale di Carloforte, protagonista della serie. La sua popolarità, specialmente tra i giovani pazienti dell'ospedale, si deve alla sua grande empatia e capacità di comprensione. Dopo la morte della moglie e il trasferimento della figlia Elena a Milano, Pietro vive in una casa vicino al mare in compagnia del tuttofare Nabil e del cane Mirto. Al ritorno a casa della figlia, scopre il suo segreto e la esorta a parlarne con Alessandro e a mettere a conoscenza dei fatti Caterina, sua nipote. Sta vicino ad entrambe: a Caterina nel suo momento di comprensibile smarrimento, e ad Elena nell'affrontare e superare i drammi del passato e collaborando nelle indagini, dimostrando di possedere un certo intuito. Intrattiene un profondo legame d'amicizia con Ines, la preside del liceo. Nella seconda stagione ospita a casa sua Diego, un ragazzo dalla vita problematica e si avvicina molto a Isabella, la madre di Matteo.
- Elena Sereni, interpretata da Chiara Baschetti.
È l'unica figlia di Pietro. Si allontana dal padre in giovane età apparentemente perché si sente trascurata da lui, sempre occupato nel suo lavoro, ma in realtà la verità è un'altra e la terrà nascosta per molti anni. Dopo aver abbandonato l'isola su cui ha vissuto e il suo primo amore Alessandro, Elena si trasferisce a Milano, dove diventa vicequestore. Il suo futuro ideale consiste nell'andare a vivere a Londra insieme al suo compagno Giovanni, ma capirà presto di essere ancora innamorata di Alessandro. Successivamente, confessa di aver lasciato l'isola in seguito ad una violenza inflittale da Samuele, fratello di Alessandro, che le ha causato una gravidanza. Ha partorito una bambina di nome Caterina, la quale viene cresciuta da Grazia. Mano a mano, cerca di raccontare tutta la verità alla figlia e di instaurare con lei un bel rapporto. Al termine della stagione, scopre con piacere che Caterina non è frutto della violenza subita, bensì figlia di Alessandro, i tre diventano una famiglia e vanno a vivere insieme. Nella seconda stagione si allontana da Alessandro in seguito al suo presunto tradimento ma, chiarito il malinteso, i due si ricongiungono e lei rimane incinta. Elena si innamora poi del vicequestore e resta con lui.
- Alessandro Ferras (stagioni 1-2), interpretato da Michele Rosiello.
È il vicequestore di Carloforte, che un tempo era stato il primo amore di Elena, della quale è ancora innamorato. Nonostante gli anni passati dalla loro rottura, Alessandro ignora ancora il motivo per cui Elena lo abbia lasciato. Alla fine della prima stagione, scopre di essere il padre biologico di Caterina, si rimette con Elena e i tre cercano di essere una famiglia. Ma la serenità dura poco: è il responsabile involontario della cecità di Caterina e si scopre aver tradito Elena, così perde entrambe. Il tradimento, però, si rivela un malinteso e, col tempo, riesce a ricucire i rapporti con la sua amata e con la figlia. Verso la fine della seconda stagione viene a conoscenza della gravidanza in corso di Elena, diventando padre per la seconda volta. Muore nella seconda stagione ucciso dalla donna di un mafioso.
- Annalisa Mura (stagioni 1-2), interpretata da Cosima Coppola.
Lavora come pubblico ministero a Carloforte, indaga sui vari casi della serie con Alessandro ed Elena. Nella prima stagione intrattiene una relazione con Alessandro, dal quale è attratta sin dagli anni del liceo. Al ritorno di Elena sull'isola, però, le cose non rimangono più come prima e i due finiscono per lasciarsi. Non è presente nella terza stagione.
- Ines Fadda (stagione 1), interpretata da Cecilia Dazzi.
È una grande amica di Pietro. Il loro legame di amicizia è alimentato soprattutto dal dolore che provano entrambi per la perdita di una persona cara. Ines, infatti, ha perso sua figlia, morta in un tragico incidente, mentre Pietro è rimasto vedovo. È la preside del liceo e come Pietro, è una persona molto affettuosa e comprensiva con i suoi ragazzi. Al termine della prima stagione si scopre clamorosamente essere la responsabile dell'incendio della vecchia Tonnara, che ha causato la morte di alcuni adolescenti che frequentavano la sua scuola, e della morte di Samuele, venendo arrestata da Elena e Alessandro. Arriva ad architettare questo crimine in seguito alla superficialità con cui alcuni ragazzi hanno indotto sua figlia alla morte.
- Grazia Canu (stagione 1), interpretata da Clotilde Sabatino.
È una collega di Pietro e madre adottiva di Caterina. La sua vita è profondamente divisa tra il lavoro all'ospedale e le attenzioni per la figlia. Il ritorno di Elena sull'isola mette in crisi la sua apparente serenità: Elena, infatti, costringe Grazia ad affrontare un segreto che da anni, seppur in maniera indiretta, occupa la sua vita.
- Caterina Sereni, interpretata da Alma Noce.
È la figlia di Elena e Alessandro, adottata illegalmente da Grazia Canu. Caterina è una giovane promessa del windsurf. Nel periodo in cui è ambientata la serie, ha problemi relazionali con i suoi compagni, che la rendono protagonista di un atto di bullismo, l'evento che si pensa sia all'origine dell'esplosione dolosa della Tonnara. A questo problema si aggiungono quelli sentimentali con Fabrizio, dal quale dice di aspettare un figlio e la scoperta di essere la figlia segreta di Elena. Nella seconda stagione, a causa di un incidente automobilistico avuto con il padre, diviene cieca. Dopo questo spaventoso imprevisto, i rapporti tra i due si incrinano e, solo successivamente, riesce a perdonare il padre e a tornare a fare la vita di sempre, anche se da non vedente, grazie anche alla vicinanza di Diego, che la sostiene nelle sue scelte e con il quale Caterina si fidanza.
- Samuele Ferras (stagione 1), interpretato da Pio Stellaccio.
È un uomo reduce da un passato di tossicodipendenza, superato grazie all'aiuto e al sostegno del fratello Alessandro e di Pietro. Nel periodo in cui si svolge la serie, Samuele porta avanti con successo l'impresa di famiglia, ma anche lui nasconde un misterioso segreto: da giovane violentò Elena, la fidanzata di suo fratello. È morto alla fine della prima stagione assassinato da Ines.
- Nabil, interpretato da Hassani Shapi.
È il giardiniere di Pietro e nel tempo diventa uno di famiglia. Sempre pronto a dare consigli a Caterina, Elena e Pietro, in particolare fa riflettere in molteplici occasioni quest'ultimo, suggerendogli implicitamente come comportarsi.
- Fabrizio Labieni (stagioni 1-2), interpretato da Daniele Rampello.
È un compagno di classe di Caterina e in seguito diviene il suo fidanzato. È l'unico suo coetaneo ad essere dalla sua parte, difendendola dai bulli e sostenendola quando scopre che la sua vera famiglia non è quella che l'ha cresciuta. I due si lasciano nel corso della seconda stagione.
- Matteo Sulci (stagioni 1-2), interpretato da Federico Russo.
È un compagno di classe di Caterina, uno dei bulli della scuola che la prende di mira e che si trova coinvolto nel mistero che ruota attorno alla morte della figlia della preside. Nella seconda stagione è il fidanzato della ricca Vanessa Silas, dalla quale apprende di aver contratto l'HIV, per questo viene emarginato dai compagni. Rimangono suoi amici Fabrizio e Silvia, con la quale nasce una storia d'amore. Al termine della seconda stagione, scopre di essere fratello di Diego da parte di padre.
- Efisio Pinna, interpretato da Cristian Cocco.
È un ispettore di polizia, stretto collaboratore di Alessandro ed Elena, ai quali si affeziona molto, in quanto si trova ad aiutarli nel corso delle indagini.
- Enrico Rovandi (stagione 1), interpretato da Ninni Bruschetta.
È un uomo affettuoso solo in apparenza. Marito di Grazia e padre adottivo di Caterina, anche Enrico diventa coinvolto in un segreto che cerca di nascondere a tutti i costi: si scopre essere il responsabile della morte di Diana.
- Giovanni Pavani (stagione 1), interpretato da Cesare Bocci.
È un criminologo forense, fidanzato di Elena. Il suo amore per lei è confermato dal supporto e dall'aiuto che le fornisce nel corso delle indagini. Nel corso della prima stagione, capisce che Elena, una volta tornata in Sardegna, si sente nuovamente innamorata di Alessandro, così la lascia e torna a Milano.
- Paolo Deidda (stagione 2), interpretato da Ettore Bassi.
Collega e amico di Pietro, si occupa di risolvere il gravoso problema della cecità che ha colpito Caterina all'inizio della seconda stagione, cosa che lo avvicina particolarmente ad Elena nel periodo in cui ella ha rotto la relazione con Alessandro.
- Diego Marra (stagioni 2-3), interpretato da Erasmo Genzini.
È un ragazzo che Pietro ospita a casa sua all'inizio della seconda stagione. È orfano e apprende da Pietro la causa della morte dei suoi genitori: suo padre Alberico avrebbe ucciso sua madre Fabiola quando era incinta di lui e poi si sarebbe tolto la vita. Quindi, Diego deve la sua vita a Pietro, che lo ha fatto nascere prematuramente in una situazione di emergenza, nonostante la madre fosse in fin di vita. A causa di problemi economici è entrato in un traffico di droga dal quale, però, esce presto. Sa creare un ottimo rapporto con Caterina, aiutandola a convivere con la sua cecità. I due si innamorano e, di conseguenza, si fidanzano. Al termine della seconda stagione la polizia accerta la reale causa della dipartita di sua madre e oltretutto, viene a conoscenza di essere il figlio biologico di Saverio Sulci, il padre di Matteo. Nella terza stagione diventa poliziotto ed è padre della neonata Anna, avuta da Chiara Spanu.
- Ignazio Silas (stagione 2), interpretato da Stefano Dionisi.
È un ricco imprenditore, nonché padre autoritario di Vanessa, ragazza che frequenta la stessa scuola di Caterina. Dietro alla sua attività si nasconde un traffico di droga, che viene portato alla luce dalla polizia nel corso della serie, per questo viene incarcerato. Sua figlia viene tragicamente trovata morta in mare e si scopre essere stata assassinata.
- Giulia Canale (stagione 2), interpretata da Elisabetta Canalis.
È la giovane e affascinante compagna di Ignazio Silas. Si rende disponibile ad aiutare Alessandro nelle indagini e finendo per provare attrazione per lui, lo bacia. In seguito a questo bacio, lui la frena ma Elena pensa di essere stata tradita dal compagno, così lo lascia. Giulia viene misteriosamente uccisa nel primo episodio della seconda stagione.
- Isabella Pagani in Sulci (stagione 2), interpretata da Lorella Cuccarini.
È la madre di Matteo, separata dal marito che l'ha tradita ripetutamente, cerca di fare il possibile per non far sentire troppo al figlio la mancanza affettiva del padre. Nuora del commissario in pensione Corrado Sulci, stringe una forte amicizia con Pietro.
- Saverio Sulci (stagione 2), interpretato da Vanni Bramati.
È l'ex marito di Isabella, figlio di Corrado e fratello di Rudy, nonché padre di Matteo. Di professione avvocato, è un padre piuttosto assente, infatti, i rapporti con suo figlio non sono dei migliori. Ha tradito più volte Isabella, in particolare, in concomitanza con la gravidanza della moglie, ha avuto una relazione con Fabiola Lai, psicologa di Rudy, dalla quale è nato Diego. Al termine della seconda stagione si impegna ad essere un padre migliore di quanto non sia mai stato, cercando di recuperare il tempo perso con entrambi.
- Rodolfo "Rudy" Sulci (stagione 2), interpretato da Roberto Caccioppoli.
È un ragazzo affetto da problemi psichici che svolge la mansione di bidello nella scuola di Caterina. Da giovane si è innamorato della sua psicologa, Fabiola Lai e, una volta dedotto della sua relazione clandestina con Saverio, la uccide in preda ad un raptus, e colpisce a morte anche il marito giunto a soccorrerla. Al termine della seconda stagione rapisce Caterina poi, svelato il delitto dei coniugi Lai, viene incarcerato.
- Corrado Sulci (stagione 2), interpretato da Luigi Diberti.
È un vicequestore in pensione, padre di Saverio e Rudy. Contro ogni sospetto, al termine della seconda stagione si rivela essere il complice dell'omicidio compiuto da Rudy in gioventù. Infatti, per evitare il carcere al figlio disturbato, compromette le prove, simulando il suicidio di Alberico e incolpando lo stesso Lai dell'uccisione della moglie, in modo da chiudere frettolosamente il caso. Durante la serie elimina Giulia e Vanessa perché venute a conoscenza della verità. In seguito al rapimento di Caterina ordito dal figlio, corre in suo aiuto, tenta la fuga in barca con lui, ma finisce per essere recluso.

## Produzione
Le riprese si sono svolte in Sardegna prevalentemente a Carloforte (unico comune dell'isola di San Pietro), ma anche a Portoscuso, nell'isola di Sant'Antioco, Calasetta, in altre località del Sulcis-Iglesiente (provincia del Sud Sardegna) e a Cagliari, e dalla terza stagione anche a Villasimius e al Santuario nuragico di Santa Cristina.